# Карел Фіала
Карел Фіала (чеськ. Karel Fiala; 3 серпня 1925, Острава — 3 жовтня 2020, Прага) — чеський актор і співак (тенор).

## Біографія
Після закриття гімназій під час нацистської окупації освоїв у свого батька професію сажотруса. Після війни закінчив Празьку консерваторію (1947-1952). У 1952-1955 навчався співу в столичній Академії музичного мистецтва.
З 1949 по 1954 — оперний співак Національного театру в Празі.
З 1954 року багато років був солістом Музичного театру в Карліні. Виступав в мюзиклах і оперетах.
З 1956 року знімається в кіно.
У 1988 році уряд Чехословаччини нагородило Фіалу Медаллю за заслуги.
Він був одружений тричі і має чотирьох синів.

## Фільмографія
- Лимонадний Джо (1965) — Лимонадний Джо
- Амадей (1984) — Дон Жуан у «Дон Жуані»